# Lucas 13

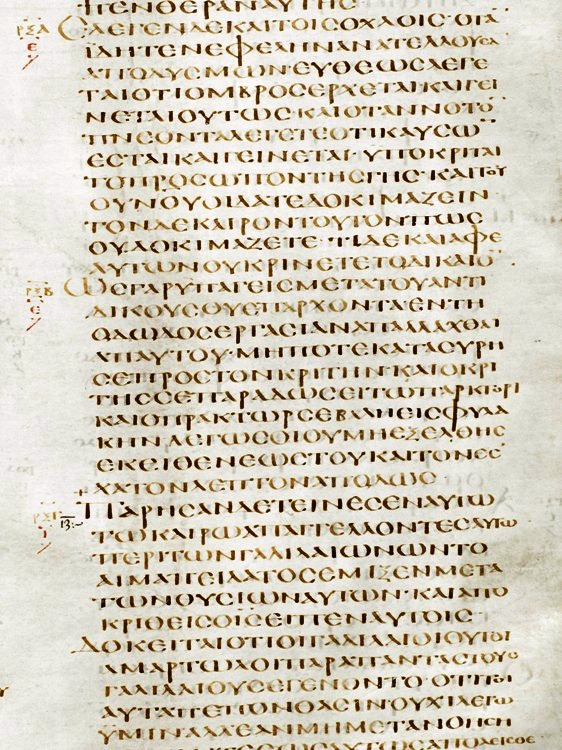
Lucas 12:54-13:4 en Codex Alexandrinus, ca. AD 400-440.

Lucas 13 es el decimotercer capítulo del Evangelio de Lucas del Nuevo Testamento de la Biblia cristiana. En él se recogen varias parábolas y enseñanzas contadas por Jesús y su lamentación por la ciudad de Jerusalén. Jesús reanuda el viaje a Jerusalén que había emprendido en Lucas 9:51. Este capítulo, tomado con Lucas 12:54-59, comienza a esbozar e ilustrar "el problema con la nación judía" que explica la urgencia de su viaje a Jerusalén.: 945–5  El autor del libro que contiene este capítulo es anónimo, sin embargo la primitiva tradición cristiana generalmente acepta que Lucas el Evangelista compuso este Evangelio así como los Hechos de los Apóstoles.

## Texto
El texto original fue escrito en griego koiné. Algunos manuscritos tempranos que contienen el texto de este capítulo son:
- Papiro 75 (175-225 d. C.)
- Papiro 45 (~250)
- Papyrus 138 (siglo III; existen los Versículos 13-17, 25-30)[4]
- Codex Vaticanus (325-350)
- Codex Sinaiticus (330-360)
- Codex Bezae (~ 400)
- Codex Washingtonianus (~ 400)
- Codex Alexandrinus (400-440)

Este capítulo está dividido en 35 Versículos. La Nueva Biblia del rey Jacobo lo organiza de la siguiente manera (con referencias cruzadas a otras partes de la Biblia):
- Lucas 13:1-5 = Arrepentíos o pereced.
- Lucas 13:6-9 = La Parábola de la higuera estéril (Jeremías 8:13)
- Lucas 13:10-17 = Un espíritu de enfermedad
- Lucas 13:18-19 = La Parábola de la semilla de mostaza (Mateo 13:31-32; Mark 4:30-32)
- Lucas 13:20-21 = La Parábola de la levadura (Mateo 13:33-35)
- Lucas 13:22-33 = La puerta angosta
- Lucas 13:34-35 = Jesús se lamenta por Jerusalén (Mateo 23:37-39; véase también Lucas 19:41)

## Parábola de la higuera estéril (Versículos 6-9)

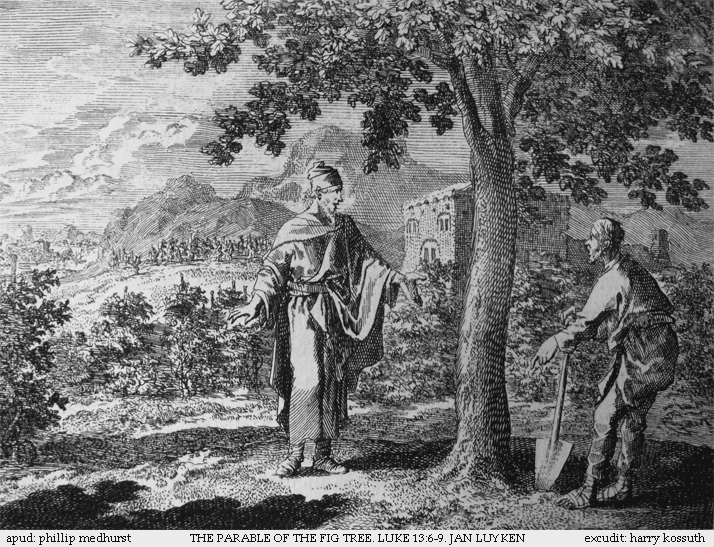
Grabado de Jan Luyken de la parábola de la higuera, Bowyer Bible

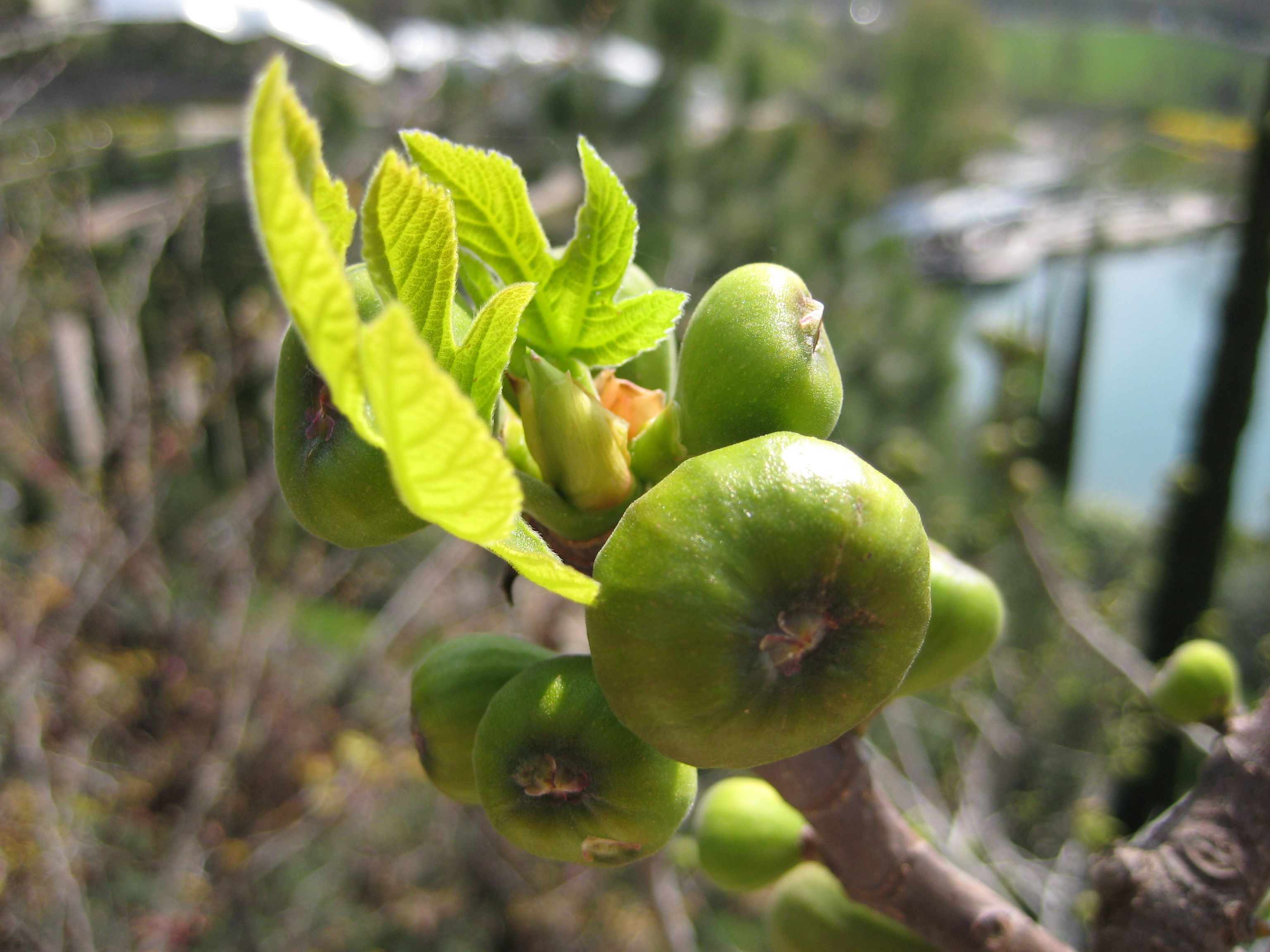
Fruto de la higuera: lo que esperaba el dueño

## Jesús cura a una mujer tullida en sábado (Versículos 10-17)

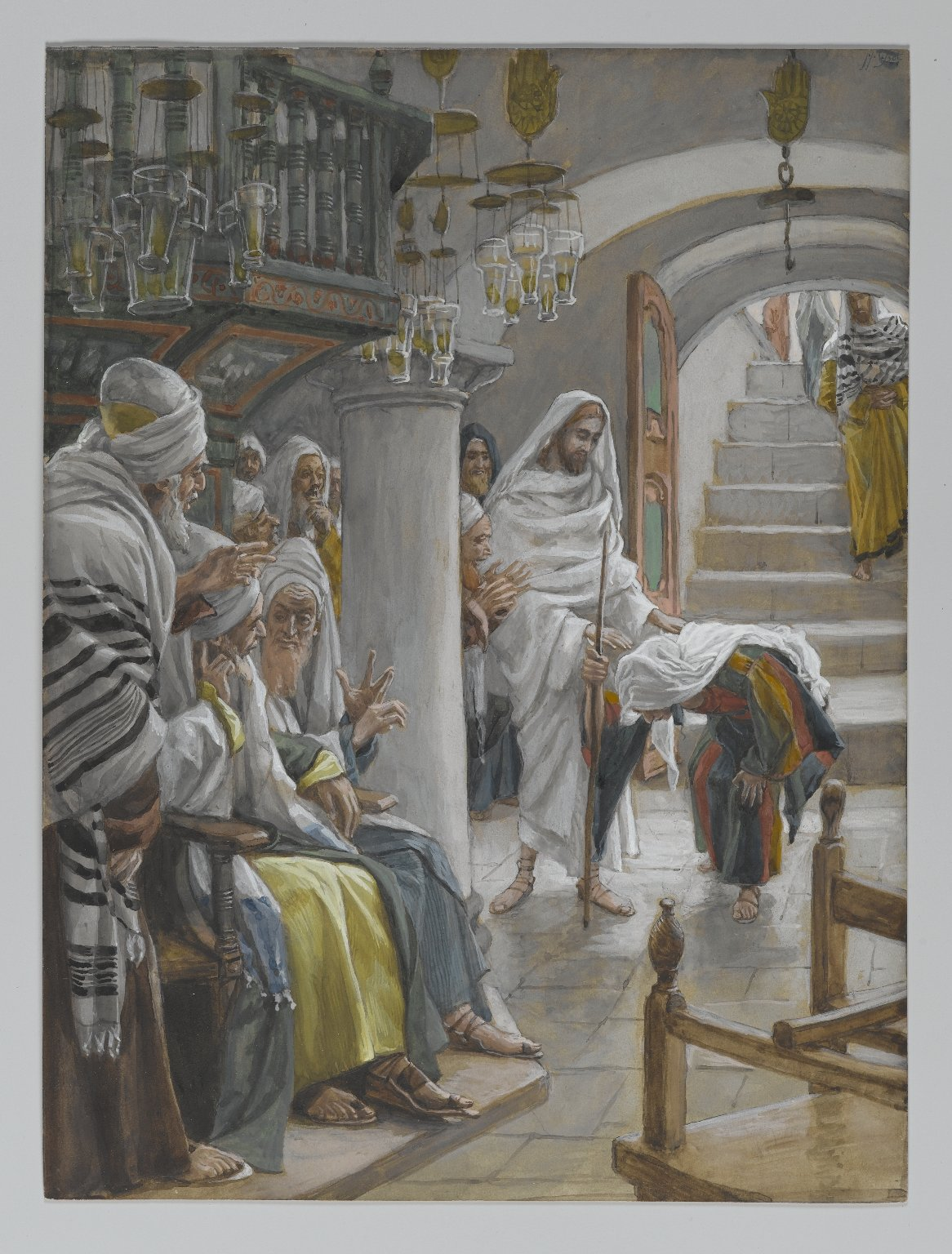
Cristo curando a una mujer enferma por James Tissot, 1886-1896

## Parábola de la semilla de mostaza (Versículos 18-19)

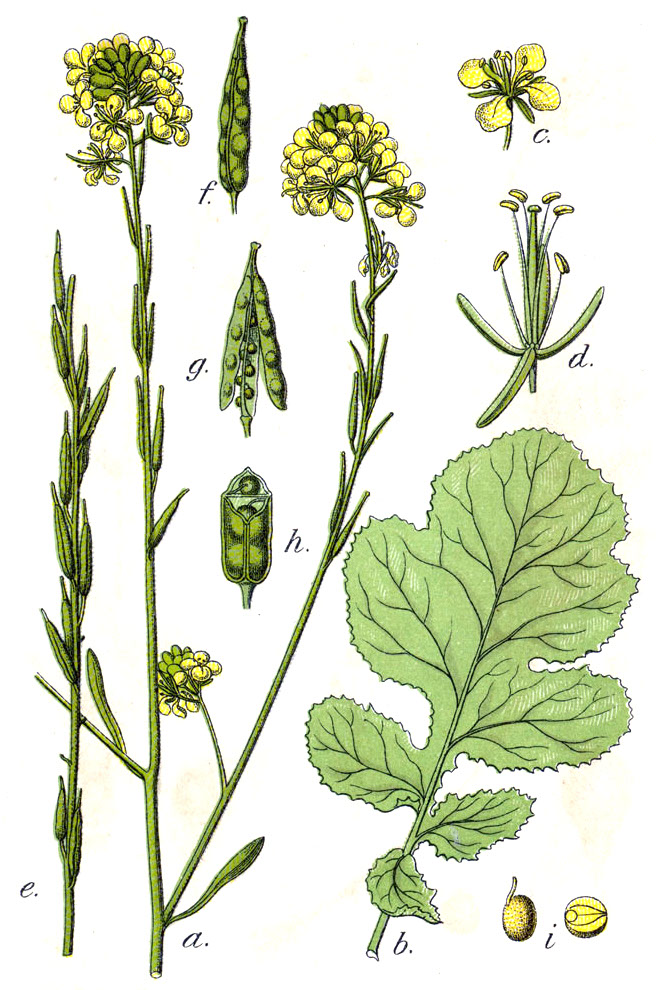
La planta de mostaza negra.

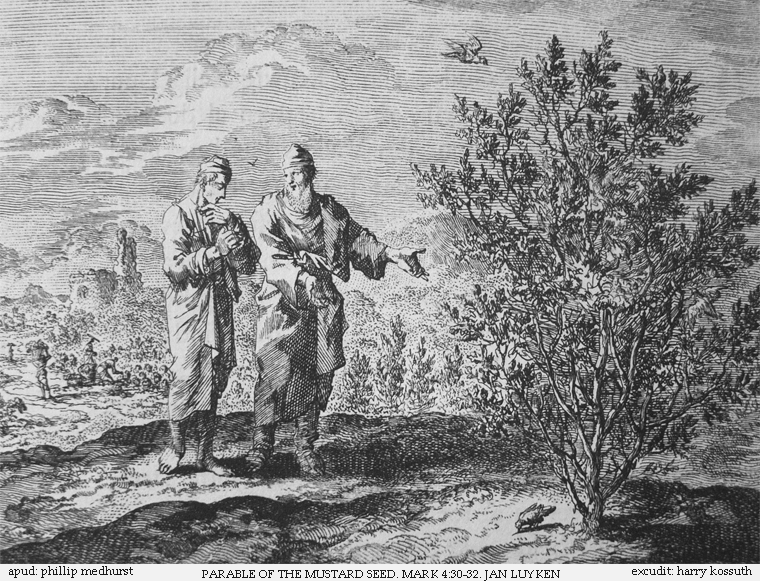
Grabado de Jan Luyken ilustrando la parábola de la semilla de mostaza, de la Bowyer Bible.

## Parábola de la levadura (Versículos 20-21)

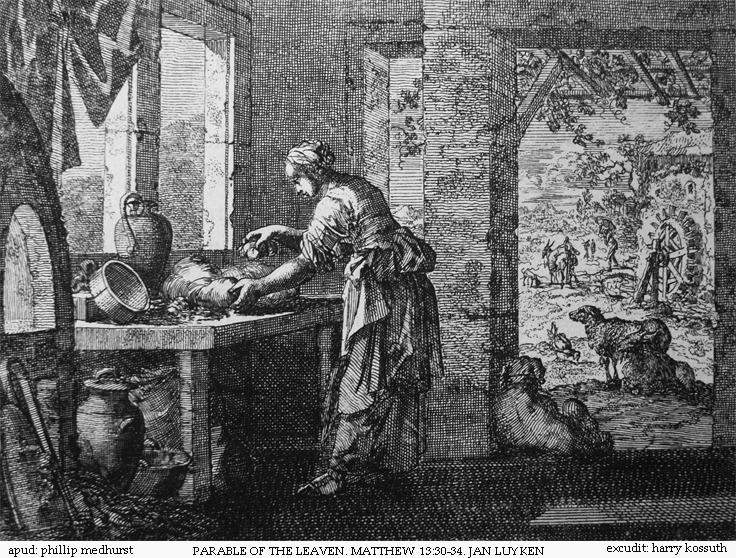
Grabado de Jan Luyken ilustrando la parábola de la levadura, de la Biblia de Bowyer.